# Il Mare
Il Mare (kor.: 시월애, Hancha: 時越愛, MOCT: Siworae) – południowokoreański film z 2000 roku. Główne role odgrywają w nim Jun Ji-hyun oraz Lee Jung-jae. Dwóch głównych bohaterów żyje w dwóch różnych liniach czasowych, ale są w stanie komunikować się przez tajemniczą skrzynkę na listy.
W 2006 roku powstał amerykański remake tego filmu pt. Dom nad jeziorem.

## Tytuł filmu
Tytuł filmu stosowany poza granicami kraju pochodzenia – Il Mare, oznaczający po włosku morze, jest również nazwą domu, w którym rozgrywa się główna oś fabularna filmu. Natomiast pierwotny tytuł, Siworae, jest koreańskim odczytaniem znaków Hancha: 時越愛, które oznaczają miłość przekraczającą czas.

## Fabuła
Eun-joo wyprowadza się z domu nazwanego „Il Mare”. Na pożegnanie zostawia w skrzynce na listy kartkę świąteczną z życzeniami dla kolejnego właściciela, prosząc jednocześnie o przekazywanie jej wszelkiej adresowanej do niej poczty na jej nowy adres. Sung-hyun, student architektury, znajduje kartkę w skrzynce i jest zdziwiony, ponieważ jest on przecież pierwszym właścicielem Il Mare, a podany na kartce adres jest placem budowy. Po wymianie między sobą kilku listów bohaterowie orientują się, że dzieli ich 2 lata czasu – Eun-joo żyje w roku 2000, natomiast Sung-hyun w 1998, a porozumiewanie się między sobą umożliwia im skrzynka na listy znajdująca się przy Il Mare.

## Obsada
- Jun Ji-hyun jako Kim Eun-joo, młoda kobieta, która pragnie zostać aktorem głosowym. W 1999 roku jako druga mieszka w Il Mare i wyprowadza się z niego na początku filmu.
- Lee Jung-jae jako Han Sung-hyun, młody mężczyzna, pierwszy mieszkaniec domu.
- Kim Mu-saeng jako profesor
- Jo Seung-yeon jako Jae-hyeok
- Min Yun-jae jako Jung-suk
- Choi Yoon-young jako Hye-won
- Nam Jeong-hee jako matka Eun-joo
- Kim Ji-moo jako Ji-hoon
- Kim Gwang-in jako właściciel kawiarni

## Produkcja
Zdjęcia do filmu wykonano w Sukmodo na wyspie Ganghwa oraz na wyspie Udo.

## Odbiór
Ten romans z podróżą w czasie nie był zbyt dużym sukcesem w roku 2000, sprzedano mniej niż ćwierć miliona biletów w Seulu. Więcej popularnością cieszył się w ten czas nie tylko film z podobnym motywem przewodnim pod tytułem Donggam (동감), ale również kontrowersyjny Gojitmal (거짓말). Jednakże od tamtego czasu zgromadził lojalną rzeszę fanów, oraz zyskał status swojego rodzaju klasyka wśród fanów koreańskiego kina.

## Remake
Warner Bros. stworzyło w 2006 roku amerykański remake tego filmu, zatytułowany Dom nad jeziorem. Główne role odgrywają w nim Keanu Reeves oraz Sandra Bullock. Został wyprodukowany przez Sonny Mallhi, Amita Walię oraz Chrisa Krapeka. W nawiązaniu do tytułu oryginalnego filmu, nazwa Il Mare została użyta jako nazwa restauracji, w której Kate i Alex mieli się spotkać.